# Michael Basman
Michael Basman ou Mike Basman foi um enxadrista inglês autor de livros de xadrez, entre muitos títulos The Killer Grob.
Durante alguns anos praticou em torneios a chamada Abertura Grob e a Defesa Grob, criadas pelo mestre Henry Grob.